# Diadelia lebisi
Diadelia lebisi är en skalbaggsart som beskrevs av Stefan von Breuning 1957. Diadelia lebisi ingår i släktet Diadelia och familjen långhorningar.
Artens utbredningsområde är Madagaskar. Inga underarter finns listade i Catalogue of Life.